# Liptótepla
Liptótepla (a 20. század elején Liptóhévíz, szlovákul Liptovská Teplá) község Szlovákiában, a Zsolnai kerület Rózsahegyi járásában. Madocsán tartozik hozzá.

## Fekvése
Rózsahegytől 10 km-re keletre, a Vág jobb partján fekszik.

## Nevének eredete
Nevét a területén feltörő melegvíz-forrásokról kapta. A név előtagja egykori vármegyei hovatartozására utal.

## Története
A község területe ősidők óta lakott. Határában késő bronzkori települést és temetőjét tárták fel. Előkerültek egy késő római kori és korai szláv település maradványai is.
Oklevél 1264-ben említi először. A falu a 13. században a liptói óvár birtokaként keletkezett, majd a 16. századig Likavka várának birtoka lett. Már a 13. században állt temploma. A 16. században a horvát eredetű Dvornikovich család szerezte meg. A 18. században vásártartási jogot kapott városi jogokkal, lakói főleg tutajozással foglalkoztak.
A 18. század végén Vályi András így ír róla: „TEPLA. Tót falu Liptó Várm. földes Ura Dvornikovics Uraság, lakosai katolikusok, fekszik Rozenbergához 3/4 mértföldnyire; határja meglehetős.”
Fényes Elek 1851-ben kiadott geográfiai szótárában így ír a településről: „Tepla, tót m. v. Liptó vmegyében, 609 kath., 5 evang. lak. Kath. paroch. templom. Fekszik közel a Vágh vizéhez; termékeny földje a buzát is megtermi; országos vásárokat tart. Vizimalmok. Kastély és kert. F. u. Dvornikovics nemzetség, s feje egy uradalomnak. Savanyu vize is van. Ut. p. Rosenberg.”
1856-ban a Dvornikovichok helyi nemeseknek adták el itteni kastélyukat és birtokaikat. Az 1880-as és 90-es években rövid ideig járási székhely volt. A trianoni diktátumig Liptó vármegye Németlipcsei járásához tartozott.

## Népessége
| Év:            | 1994. | 2004.   | 2014.    | 2024.   |
| -------------- | ----- | ------- | -------- | ------- |
| Emberek száma: | 876   | 903     | 1007     | 1018    |
| Eltérés:       |       | +3,08 % | +11,51 % | +1,09 % |

| Év:            | 2023. | 2024.   |
| -------------- | ----- | ------- |
| Emberek száma: | 1025  | 1018    |
| Eltérés:       |       | -0,68 % |

1910-ben 686-an, többségében szlovák anyanyelvűek lakták, jelentős magyar kisebbséggel.
2011-ben 966 lakosából 937 szlovák volt.
2021-ben 1031 lakosából 1008 (+2) szlovák, 1 (+1) magyar, (+1) ruszin, 5 (+4) egyéb és 17 ismeretlen nemzetiségű volt.

## Neves személyek
- Madocsánban született 1600-ban Révay László hadi főbiztos, várkapitány.
- Madocsánban hunyt el 1616-ban Esterházy Magdolna.
- Madocsánban hunyt el 1643-ban Esterházy Farkas.

## Nevezetességei
- Szent Fülöp és Jakab apostoloknak szentelt római katolikus temploma 13. századi, melyet a 14-15. században gótikus stílusban átépítettek, majd a 18. században megújították. Lőréses fal veszi körül.
- Késő reneszánsz várkastélya a 17. század második felében épült, de a 18. században barokk stílusban átépítették.

## Külső hivatkozások
- Községinfó
- Liptótepla Szlovákia térképén
- Liptótepla az Alacsony-Tátra turisztikai honlapján
- E-obce.sk Archiválva 2009. január 29-i dátummal a Wayback Machine-ben

## Lásd még
- Madocsán